# Анібал Каваку Сілва
Ані́бал Анто́ніу Кава́ку Сі́лва (порт. Aníbal António Cavaco Silva; нар. 15 липня 1939, Болікейме, Лоуле, Алгарве) — португальський політичний діяч, 19-й президент Португальської Республіки з 9 березня 2006 року, переобраний на другий термін в 2011 році, 13-й прем'єр-міністр Португалії (після Революції гвоздик) з 6 листопада 1985 по 28 жовтня 1995 року. Його перебування на посту глави уряду було найтривалішим серед усіх демократично обраних прем'єр-міністрів Португалії.

## Вчений-економіст
Доктор економічних наук, професор. Вчену ступінь отримав у 1974 році в Університеті Йорка, Велика Британія.
У 1965-1967 роках викладав політекономію в Інституті економічних і фінансових досліджень Лісабона.
У 1967-1977 — науковий співробітник економічного дослідного центру при фонді Галуста Гулбенкяна в Лісабоні.
В 1975-1977 роках викладав у Католицькому і Лісабонському новому університетах.
В 1977-1979 роках — начальник відділу досліджень і статистики Банку Португалії. Займався питаннями економічної та бюджетної політики Португалії, проблемами економічної стабілізації ринку та макроекономічного розвитку.
Один з провідних португальських економістів. У 1970-ті — на початку 1980-х років отримав популярність своїми роботами «Бюджетна політика та економічна стабілізація» (1976), «Економічний вплив заборгованості державного сектора» (1977), «Фінанси державного сектора і макроекономічна політика» (1982), «Економічна політика урядів Са Карнейру» (1982). У цих роботах стверджував, що державний сектор в результаті його нерентабельності і постійно зростаючої заборгованості надає дестабілізуючий вплив на розвиток португальської економіки і фінансової сфери. Пропонував передати більшість державних підприємств у приватні руки. Виступав за зростання іноземних інвестицій, для чого в країні необхідна політична стабільність.

## Початок політичної кар'єри
В 1980 році був запрошений в уряд Франсішку Са Карнейру на посаду міністра фінансів. Під час перебування на цій посаді здобув репутацію ліберала. Після загибелі Са Карнейру (з яким його пов'язували дружні відносини) в авіакатастрофі пішов у відставку з посади міністра, був головою Державної ради з планування, очолював португальську делегацію на переговорах з Міжнародним валютним фондом.
Відмовився увійти в коаліційний кабінет соціалістів і соціал-демократів (1983–1985). Його обрання на пост глави Соціал-демократичної партії 2 червня 1985 року за підтримки її правоцентристського крила призвело до розвалу коаліції, подальшої відставки уряду і проведення нових виборів, на яких СДП отримала відносну, але не абсолютну більшість. Новий кабінет міністрів (однопартійний «уряд меншості») сформував вже сам Каваку Сілва. Спирався у своїй діяльності на технократів — економістів, викладачів університетів, підприємців.

## Прем'єр-міністр (1985—1995)
Перші кілька років правління кабінету Каваку Сілви були відзначені невпинним економічним зростанням, чому в значній ступені сприяла політика зниження податків і продовження дерегуляції економіки, а також істотна фінансова допомога з боку Європейського Союзу. Популярному прем'єру протистояв тим не менш парламент, фактично контрольований опозицією. Це протистояння в кінцевому підсумку призвело до винесення вотуму недовіри кабінету міністрів і позачергових парламентських виборів в 1987 році.
Результати голосування вразили навіть самих оптимістичних прихильників Каваку Сілви. Його Соціал-демократична партія одержала 50,2 % голосів і 148 з 250 місць в Асамблеї Республіки. Далеко позаду залишилися соціалісти (60 місць) і комуністи (31 місце). Вперше в португальській історії одна партія одержала абсолютну парламентську більшість.
Вибори 1991 року стали ще одним тріумфом для Каваку Сілви, партія якого знову впевнено завоювала абсолютну більшість місць в парламенті. Однак, незнижуваний високий рівень безробіття, а також деякі прояви корупції серед членів уряду призвели до втрати кабінетом популярності серед населення і, зрештою, до відмови Каваку Сілви від участі у виборах 1995 року і його відставки з посади лідера соціал-демократів. Партія, що втратила такого авторитетного лідера, програла і вибори. Новим прем'єр-міністром став голова Соціалістичної партії Антоніу Гутерреш.

## Поза політикою

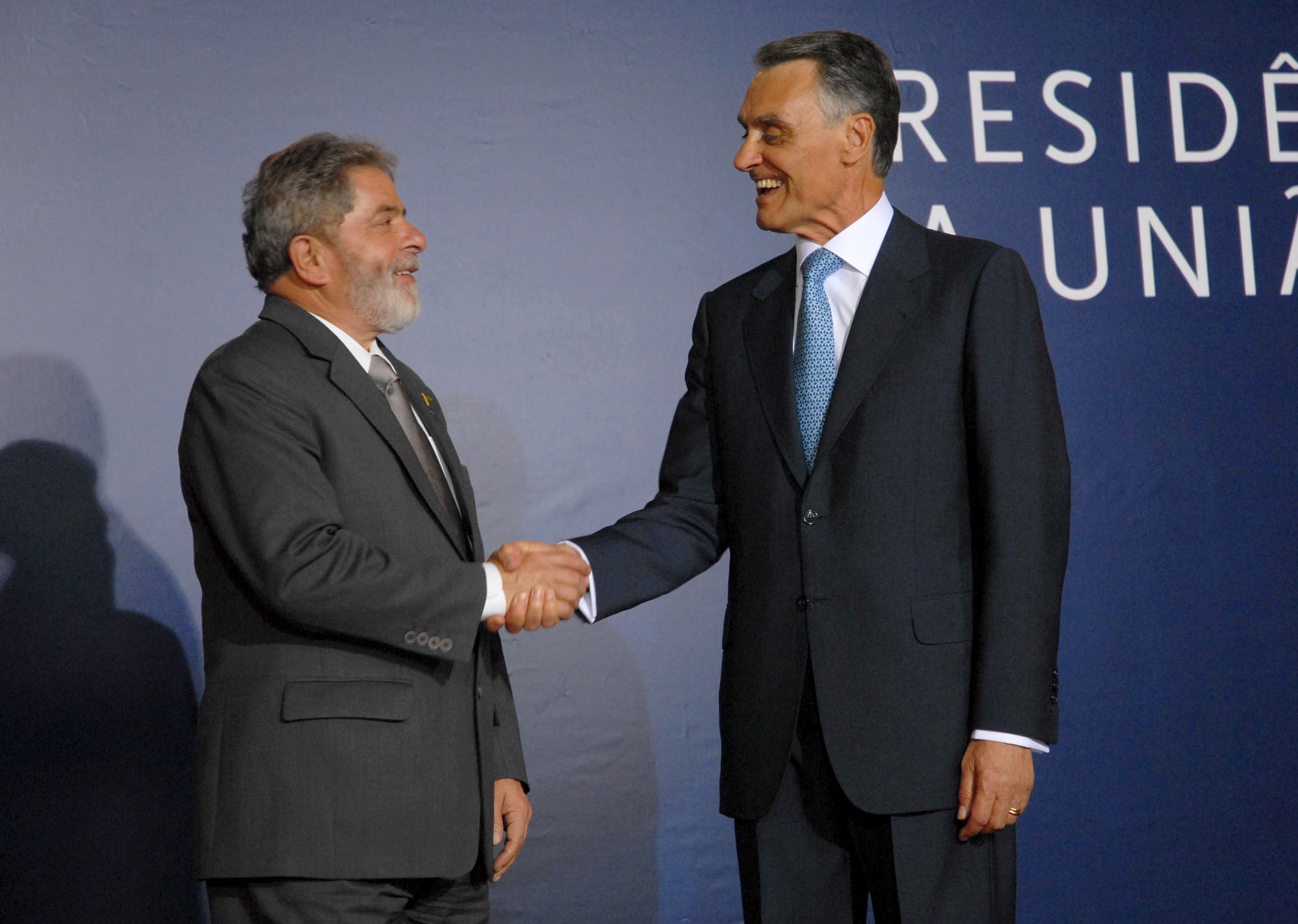
Каваку Сілва зустрічається з президентом Бразилії Лулою да Сілвою, 2007 рік

На президентських виборах 1996 року Каваку Сілва поступився меру Лісабона Жоржеві Сампайю, набравши 46,09 % голосів проти 53,91 % у суперника. Після поразки тимчасово пішов з політики, зайнявши посаду радника в Банку Португалії, а з 2004 року повністю присвятив себе викладацькій діяльності в Католицькому університеті Португалії. На парламентських виборах 2005 року відмовився підтримувати прем'єр-міністра та лідера португальських соціал-демократів Педру Сантану Лопеша, незважаючи на тиск з боку партії. Партія програла вибори, а до влади 12 березня 2005 року прийшов уряд соціалістів на чолі з Жозе Сократешом.

## Президент
20 жовтня 2005 року Каваку Сілва оголосив про намір балотуватися на пост президента країни. 22 січня 2006 року переміг у першому ж турі президентських виборів (50,59 %), ставши шостим президентом Португальська Республіки після Революції гвоздик 25 квітня 1974 року і першим президентом правоцентристської орієнтації за весь цей час. В ході своєї виборчої кампанії зробив головний акцент на економічну модернізацію, обіцяючи підвищення темпів росту економіки та зниження рівня безробіття.

### Президентські вибори22 січня2006року
| Кандидат                      | Голосів   | %     |
| Анібал Каваку Сілва           | 2.746.689 | 50,59 |
| Мануел Алегре                 | 1.125.077 | 20,72 |
| Маріу Соареш                  | 778.781   | 14,34 |
| Жероніму де Соуза             | 466.507   | 8,59  |
| Франсішку Лоуса               | 288.261   | 5,31  |
| Гарсія Перейра                | 23.622    | 0,44  |
| Не брали участь у голосуванні | 3.303.972 | 37,39 |